# Orde van het Heilig Graf van Jeruzalem (internationaal)

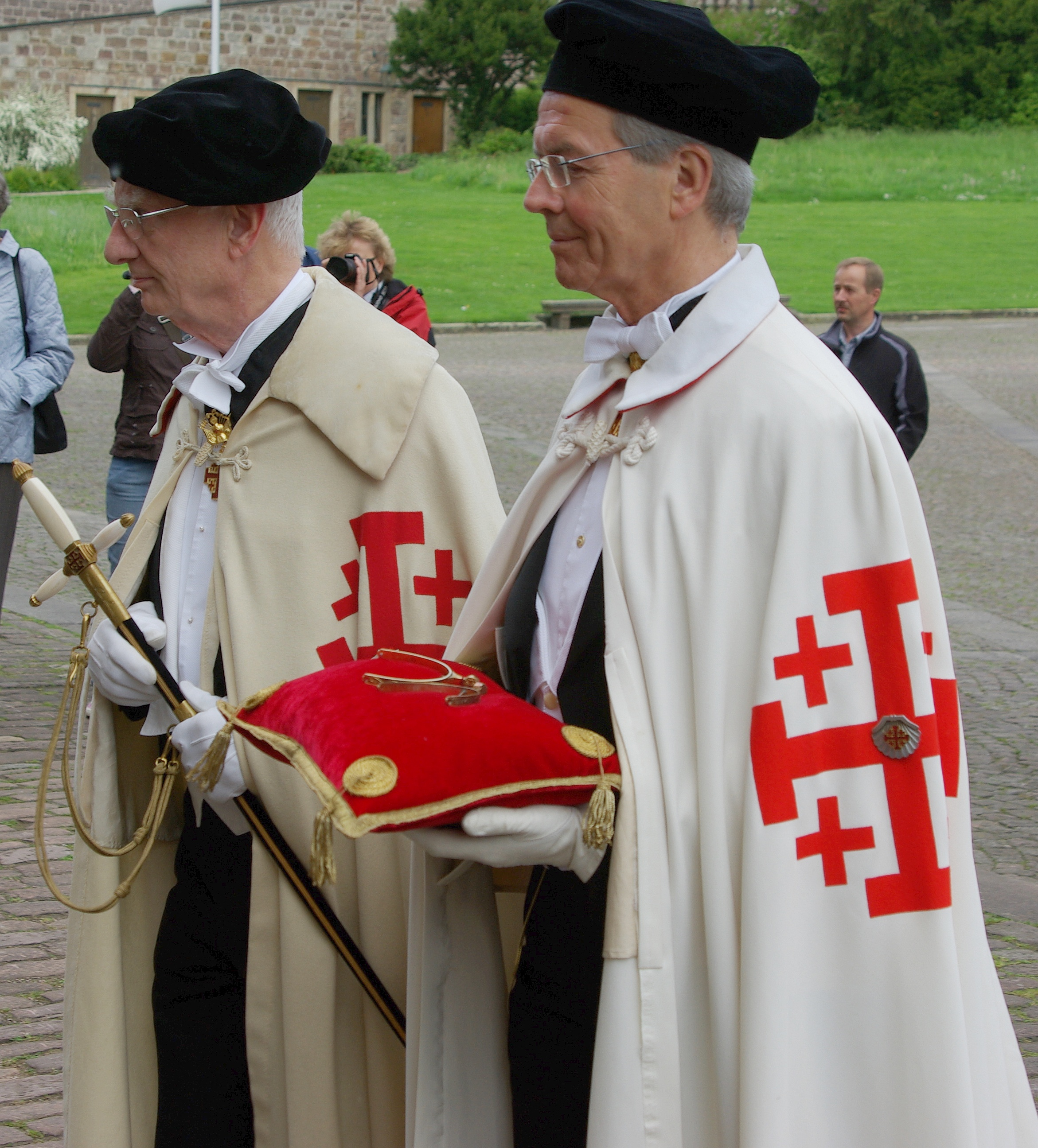
De ridders in ordekledij

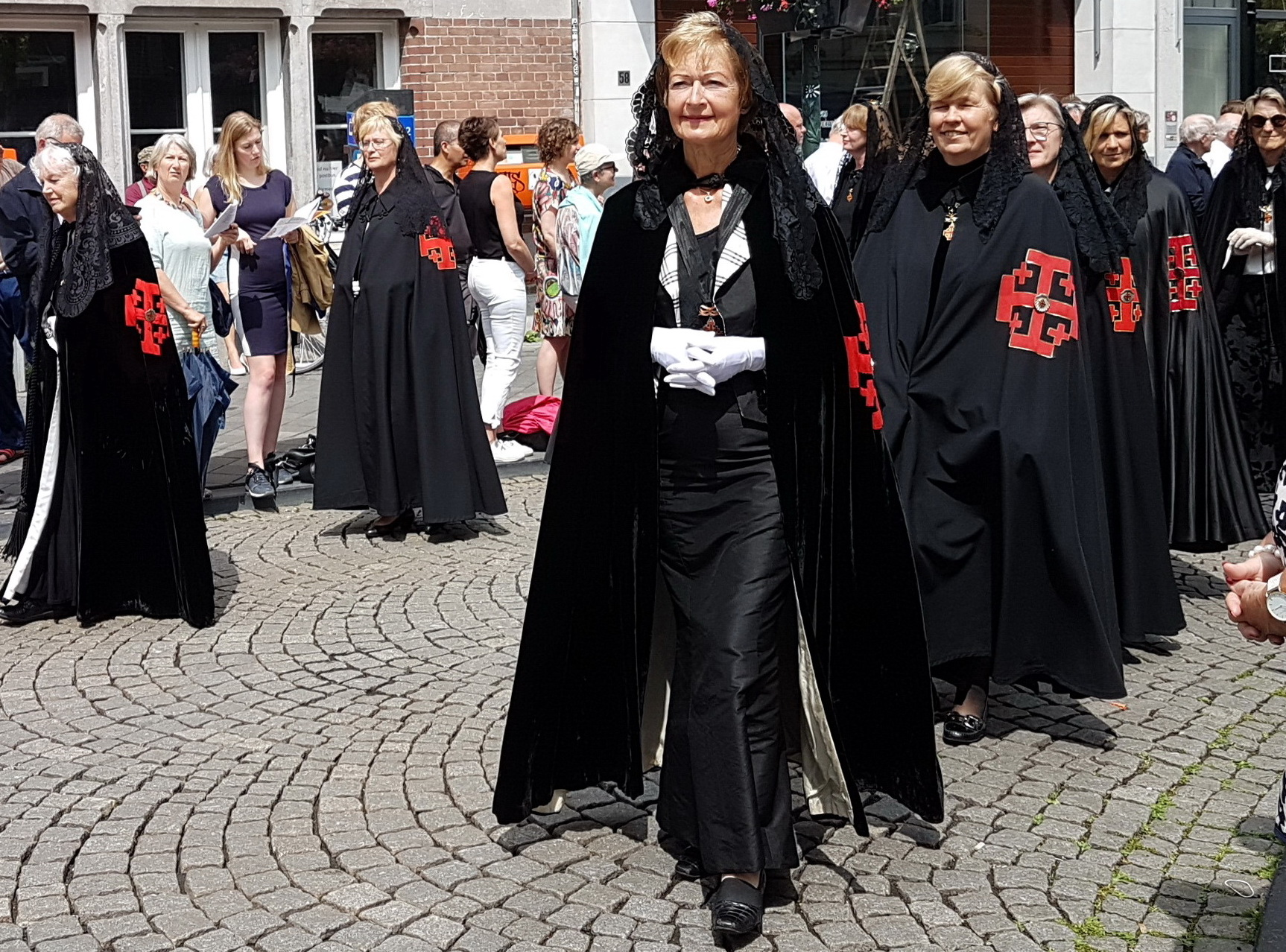
Vrouwelijke ordeleden in zwarte mantels tijdens de Heiligdomsvaart van Maastricht in 2018

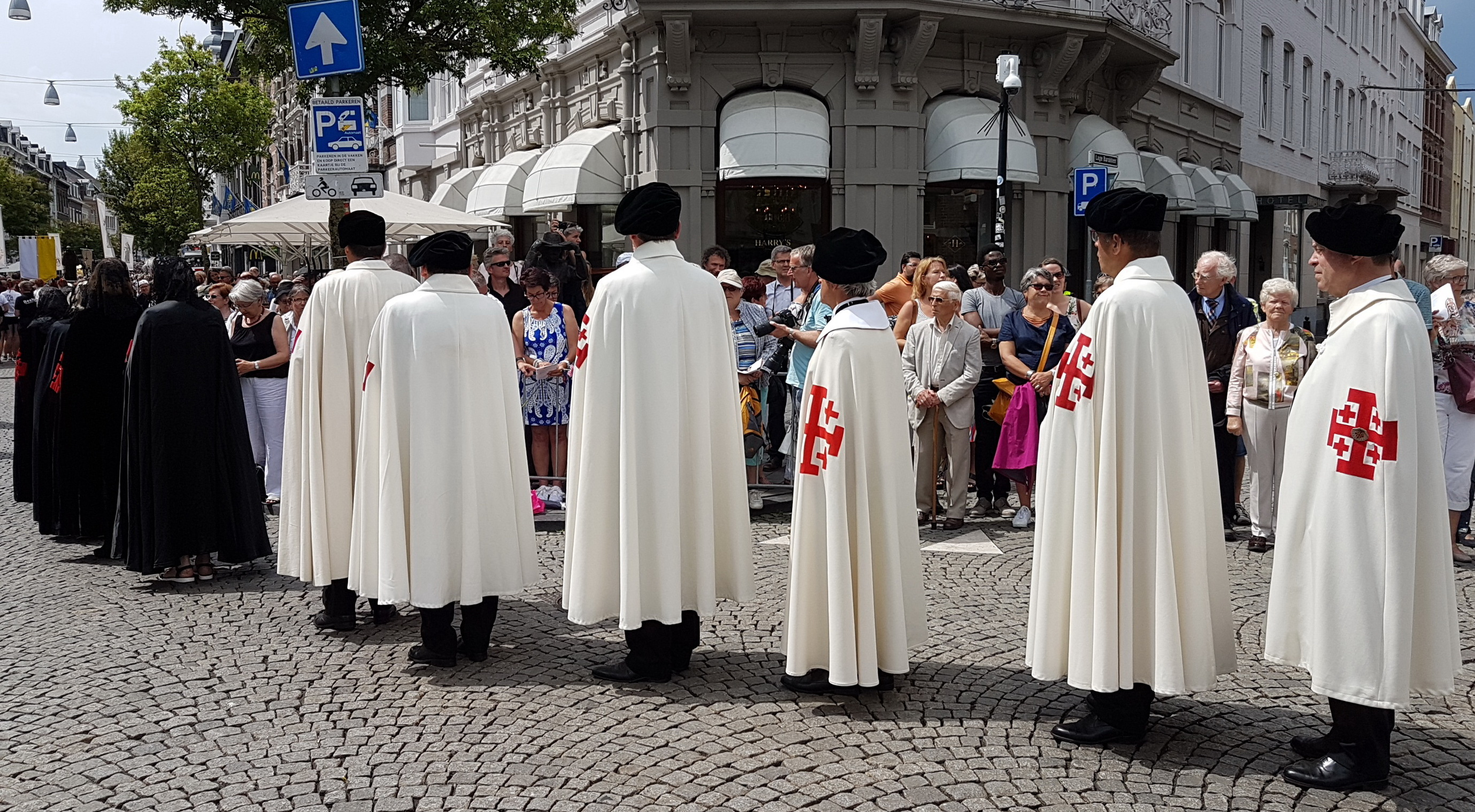
Mannelijke ordeleden in witte mantels tijdens de Heiligdomsvaart van Maastricht in 2018

De Orde van het Heilig Graf van Jeruzalem (Latijn: Ordo Equestris Sancti Sepulcri Hierosolymitani (OESSH), ook wel sepulchrijnen genaamd), is een rooms-katholieke ridderorde. De orde stamt uit de tijd van de kruistochten en legt zich toe op het verspreiden van het katholieke geloof en het ondersteunen van caritatieve werken in het Heilig Land. Volgens het canoniek recht van de Rooms-Katholieke Kerk betreft het een 'gemeenschap van Christus-getrouwen', geen kloosterorde of congregatie.
Bij de beschouwing van de orde dient onderscheid gemaakt te worden tussen de hier besproken ridderlijke orde en de niet meer bestaande kloosterorde, zijnde de reguliere kanunniken van het Heilig Graf. Met het overlijden van kanunnik Piotr Pękalski kwam in 1874 een einde aan de mannelijke tak van deze orde. De vrouwelijke tak, de reguliere kanunnikessen van het Heilig Graf, bestaat wel nog.
Het symbool van de ridderorde is een krukkenkruis met vier Griekse kruisen in de armen. Het kruis is rood en wordt wel Jeruzalemkruis genoemd. Het door Godfried van Bouillon als wapen gekozen kruis in het wapen van het koninkrijk Jeruzalem is van goud.
De orde is onderverdeeld in 52 commanderijen, gevestigd in meer dan 30 landen: 24 in Europa, 15 in de Verenigde Staten en Canada, 5 in Latijns-Amerika en 6 in Australië en het Verre Oosten. Het totaal aantal actieve leden bedroeg in het begin van de 21e eeuw rond de 23.000.
De Orde van het Heilig Graf en de Souvereine Militaire Orde van Sint Jan van Jeruzalem, van Rhodos en van Malta zijn de enige twee door de Kerk erkende ridderorden, waarvan de eerste volledig en de tweede gedeeltelijk aan het pauselijk gezag onderworpen is. Andere orden zoals de Constantinische Orde spelen een minder prominente rol in het Vaticaan en in de katholieke Kerk en behoren eerder tot de categorie van de eretekens.

## Geschiedenis
De oorsprong van de Orde van het Heilig Graf van Jeruzalem ziet men in het Kapittel van het Heilig Graf in 1114. Toen ontstond ook het gebruik om adellijke pelgrims die in de 12e eeuw de gevaarlijke bedevaart naar Jeruzalem maakten bij het zogenaamde graf van Jezus aldaar tot ridder te laten slaan door de tot de franciscanen behorende gardiaan. Onder de pelgrims die op deze wijze werden geridderd zijn keizer Frederik III en de dichter-componist Oswald von Wolkenstein. Het kruis van Jeruzalem werd op de kleding en de wapenschilden van menige Europese edelman afgebeeld. In 1487 werd de decoratie, die al eerder door de pausen in bullen werd erkend, een pauselijke ridderorde. Nadat diverse pausen de orde zelf hadden geleid kreeg een kardinaal van de Romeinse Curie hierover de zorg.
Aan de aanwezigheid van de kanunniken bij het Heilig Graf kwam een einde in 1187 toen Guy van Lusignan het onderspit dolf tegen Saladin. Het bestuurlijke centrum van de Orde der Sepulchrijnen werd verplaatst naar het Italiaanse Perugia. Tegen het einde van de 15e eeuw ontstond ook een vrouwenafdeling, de zusters van het Heilig Graf.
Het eerste klooster voor kanunnikessen in de Lage Landen werd in 1480 gesticht te Kinrooi door Jan van Abroek van het klooster van Sint Odiliënberg. In 1496 werd het kanunnikenklooster gesticht te Hoogcruts. Vanuit Kinrooi volgde weer een grote expansie waaronder ook een klooster te Nieuwstadt, toen behorend tot Gulik. Dit werd na een tijdelijk verblijf bij de alexianen te Luik de basis van het Bonnefantenklooster te Maastricht.
De wet van 1 september 1796 onder de Franse bezetting schafte alle kloosters af en confisqueerde de bezittingen. Hiermee werd een gevoelige klap aan de orde toegediend.
De kanunnikessen wisten deze tegenslagen te boven te komen. De kloosters in Baden-Baden en in Chelmsford hadden de Franse Revolutie en de secularisatie overleefd. Tezamen met nieuwe priorijen "Jeruzalem" in 1826 in Turnhout en "Heilig Graf" in 1837 in Bilzen leidden zij in het midden van de 19e eeuw een nieuwe, derde expansiegolf in. Ook na de Tweede Wereldoorlog volgde er een fase van nieuwe uitbreiding. Er werd een stichting gedaan in Sao Paulo in Brazilië. En daarnaast sloten de kanunnikessen van de Sint-Trudoabdij in Brugge en de priorij Mirhi in Kongo zich aan bij de orde.

## Grootmeester

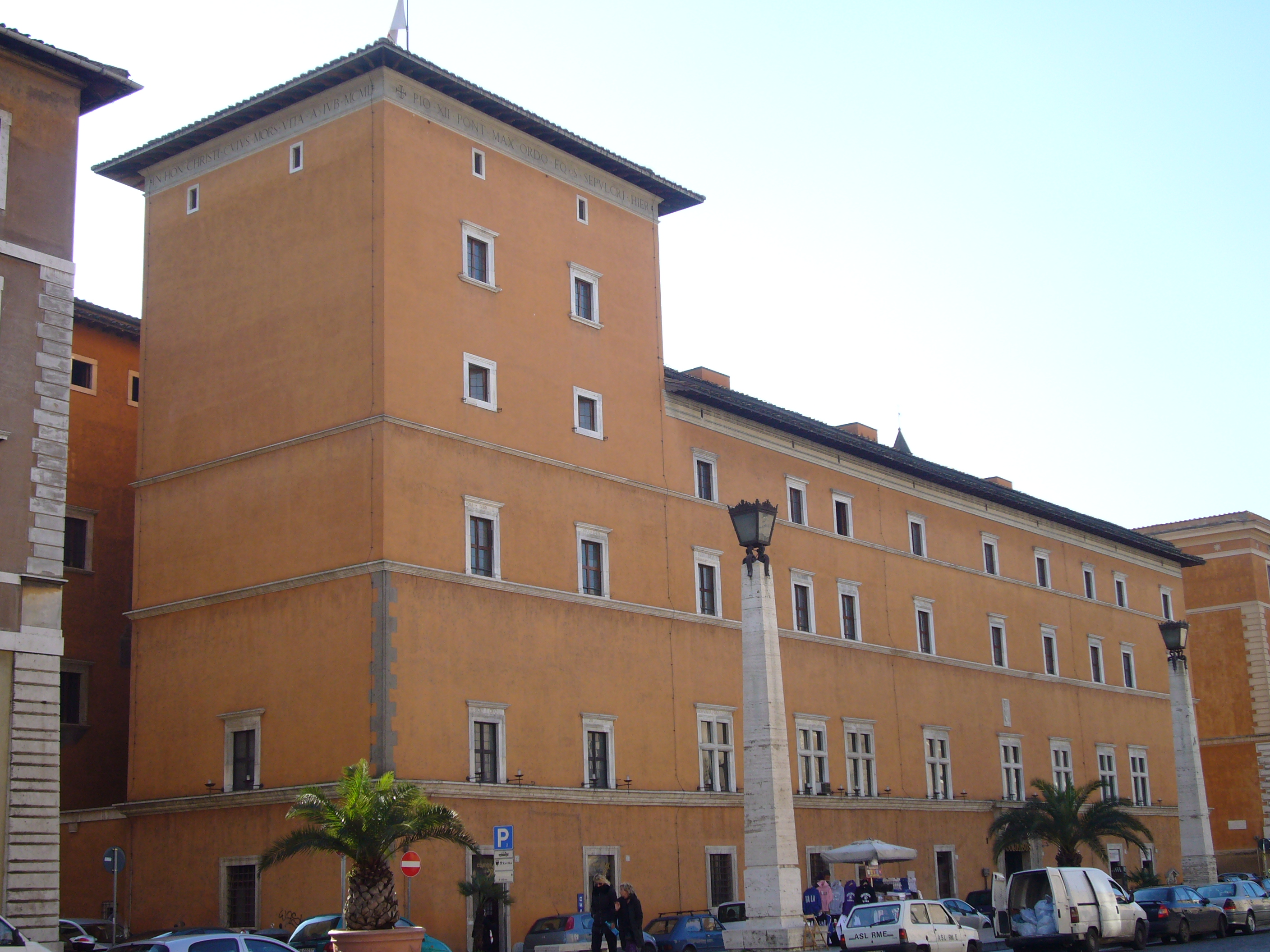
Het Palazzo Della Rovere aan de Via della Conciliazione in Rome. Het hoofdkwartier van de orde.

De Orde van het Heilig Graf heeft niet dezelfde graad van zelfstandigheid die de Orde van Malta kenmerkt. In 1496 creëerde Paus Alexander VI de functie van Grootmeester van de Orde. Het zijn niet de leden die de grootmeester kiezen, maar de Heilige Stoel die een kardinaal als grootmeester aanstelt. Sinds 1949 is het hoofdkwartier van de orde gevestigd in het Palazzo Della Rovere in Vaticaanstad. De volgende kardinalen zijn sinds 1949 grootmeester van de orde geweest:
- 1949-1960: Nicola Canali
- 1960-1972: Eugène Tisserant
- 1972-1988: Maximilien de Fürstenberg
- 1988-1995: Giuseppe Caprio
- 1995-2007: Carlo Furno
- 2007-2011: John Patrick Foley
- 2011-2019: Edwin Frederick O'Brien
- 2019-heden: Fernando Filoni

## Heden
Het motto van de orde is "Deus lo vult" (Latijn voor "God wil het").
De orde ziet in de ondersteuning van de christenen in het Heilige Land haar voornaamste opgave. Daarnaast is het bevorderen van het katholieke geloof en de trouw aan de paus een doel van de orde. De ridders en dames willen spiritualiteit, een christelijke levenswandel en naastenliefde bevorderen. Vanuit de buitenwereld is er op deze orde ook kritiek vanwege haar bemoeienis met politiek. Tot de leden behoren tal van rijke en invloedrijke katholieken, onder wie grootindustriëlen, topambtenaren en invloedrijke geestelijken.

## Ridders
Enkele bekende leden van deze ridderorde waren of zijn:
- keizer Frans Jozef I van Oostenrijk
- keizer Maximiliaan van Mexico

### België
- koning Filip (ridder grootkruis)
- koning Albert II
- koning Boudewijn I
- koning Albert I
- koningin Mathilde (dame grootkruis)
- koningin Paola
- koningin Fabiola
- H.K.H. Princes Astrid van België
- Z.K.H. Prins Lorenz van België
- kardinaal Godfried Danneels
- kardinaal Jozef De Kesel
- kardinaal Julien Ries
- aartsbisschop André-Joseph Léonard
- mgr. Dirk Smet
- mgr. Honoré Van Waeyenbergh
- mgr. Guido Maertens
- broeder René Stockman
- bisschop Johan Bonny
- bisschop Jean-Pierre Delville
- bisschop Guy Harpigny
- hulpbisschop Jean Kockerols
- hulpbisschop Paul Lanneau
- kanunnik Ludo Collin
- minister Pieter De Crem
- eresenator Etienne Cooreman
- eremagistraat José Anne de Molina
- graaf Patrick d'Udekem d'Acoz
- graaf Henri d'Udekem d'Acoz
- baronnes Anne De Paepe
- baron Derrick-Philippe Gosselin
- baron Johan Swinnen
- baron Willem van de Voorde
- baron Jacques van Rijckevorsel
- jonkheer Roland Nobels
- hoogleraar Marc Verstraete
- hoogleraar Bernard Himpens
- Mr. Jozef Dauwe
- burgemeester Ignace Michaux

In het jaar 2013 telde de Belgische afdeling 347 leden.

### Nederland
- bisschop mgr. Ad van Luyn;
- bisschop mgr. Antoon Hurkmans;
- bisschop mgr. Harrie Smeets (grootkruis, 2019);
- bisschop mgr. Ronald Cornelissen;
- Antoine Bodar;
- Camiel Eurlings;
- Jan Franssen;
- prof. dr. Paul van Geest (grootofficier);
- dr. ir. Hans de Goeij;
- dr. Steven van Eijck;
- dr. Theo Brinkel;
- Theo Bovens;
- mgr. Karel Kasteel (grootofficier);
- Herman Jonker;
- Roderick van de Mortel;
- Arno Brok;
- Dr. mr. Dick Wijte;
- Petrus Regout;
- Eric Berger;
- Sylvester Eijffinger;
- Jakob van Wielink;
- Michiel Dijkman.

### Brazilië
- Pedro Américo

### Frankrijk
- Adrien-Louis Cochelet

### Filippijnen
- Jaime Sin

### Italië
- Pietro Badoglio (commandeur)
- Giuseppe Dalla Torre del Tempio di Sanguinetto (1943-2020) (luitenant-generaal van de orde)
- Gabriele Ferretti (grootprior)
- Giuseppe Maria Maragioglio (grootofficier)
- Benito Mussolini (grootkruis)
- Agnelo Rossi (commandeur)
- Dario Viganò

### Verenigde Staten van Amerika
- Robert Abplanalp
- Timothy Broglio (commandeur)